# Munio Núñez de Castille
Nuño ou Munio Nuñez troisième comte en Castille mentionné en mars 899 et les 1er février et  23 juillet 909.
D'origine incertaine à une époque où le comté même de Castille semble divisé entre plusieurs fiefs: Burgos, Alava, Lantaron, Cerezo;  Munio semble être un fils de Fernán Nuñez, le gendre putatif de Rodrigo de Castille et de Gutira Diaz. La fin du règne d'Alphonse III des Asturies est marquée par une forte rébellion en 909 dirigée par son propre fils García I et qui implique Munio Núñez.   

## Source
- (es) Gonzalo Martínez Díez El condado de Castilla, 711-1038: la historia frente a la leyenda, Volume II, Junta de Catsilla y Leon, Marcia Pons Historia 2005  (ISBN 8497182758).